# Hotel Føroyar
A Hotel Føroyar egy szálloda Feröer fővárosában, Tórshavnban. 2004 óta négycsillagos szálloda, 2009-ben pedig ötcsillagos konferencia-helyszínné minősítették. 106 szobája a városra, Nólsoy szigetére és a tengerre néz.
Az 1983 májusában átadott épületet a dán Friis & Moltke A/S építésziroda tervezte. Tetejét a Feröeren hagyományosnak számító módon fű borítja. Egy ideig Hotel Borg néven működött, de amikor 1991-ben megvásárolta a Smyril Line, visszakapta az eredeti nevét.
A hét konferenciaterem összesen akár 400 fő befogadására is képes. A szálloda parkolója 100 férőhelyes. 100 fős étterme, a Glasstovan a feröeri specialitások mellett nemzetközi ízeket is kínál.
A szálloda és a Vágari repülőtér között mikrobuszos transzfer vehető igénybe. Közvetlenül mellette található a Kerjalon Hostel nevű 22 szobás ifjúsági szálló.